# جيسيكا راش
جيسيكا راش (بالإنجليزية: Jessica Rush)‏ هي ممثلة أمريكية، ولدت في 23 ديسمبر 1980 في بومونت في الولايات المتحدة.

## وصلات خارجية
- جيسيكا راش على موقع IMDb (الإنجليزية)
- جيسيكا راش على موقع ميوزك برينز (الإنجليزية)
- جيسيكا راش على موقع قاعدة بيانات برودواي على الإنترنت (الإنجليزية)